# Stanisław Czudek
Stanisław Czudek (ur. 14 listopada 1958) – polski lekarz, wykładowca i samorządowiec związany z Zaolziem.

## Życiorys
Wywodzi się z rodziny Czudków od wieków związanej ze Śląskiem Cieszyńskim. Ukończył Gimnazjum Polskie w Czeskim Cieszynie oraz Wydział Medyczny Uniwersytetu Palackiego w Ołomuńcu (specjalizacja: chirurg). W 1998 uzyskał stopień doktora nauk medycznych, zaś w 2009 habilitację. Pracę rozpoczynał w Szpitalu Podlesie w Trzyńcu, następnie zaś został ordynatorem oddziału chirurgii Centrum Onkologicznego Mendla w Nowym Jiczynie. W 2009 został wybrany lekarzem roku w plebiscycie ogłoszonym przez Związek Pacjentów Republiki Czeskiej.
Jest pracownikiem Wydziałów Medycznych uczelni w Ołomuńcu, Brnie, Bratysławie i Martinie. Zasiada w redakcjach czasopism medycznych: "Wiadomości Lekarskie", "Postępy nauk medycznych", "Videochirurgia" i "Slovenská chirurgia". Należy do towarzystw chirurgicznych w Polsce, Czechach i Słowacji oraz w Europie. 
Od 16 lat zasiada w radzie gminy Mosty koło Jabłonkowa. W 2006 został wybrany w skład rady z listy niezależnych. W wyborach senackich w 2010 ubiegał się o mandat w okręgu Frydek-Mistek z rekomendacji ugrupowania Sprawy Publiczne. Wszedł do II tury wyborów, w której uzyskał 48,59% głosów.